# فلیکس زمدگز
فلیکس زمدگز (زاده ۲۰ دسامبر ۱۹۹۵) یکی از رکورد داران مکعب روبیک می‌باشد. رکورد وی در بخش مکعب روبیک ۳در۳، ۴ ثانیه و ۱۶ صدم ثانیه می‌باشد.
او مکعب روبیک را با تماشای ویدیویی در یوتیوب آموخت و پس از آن شروع به شرکت در مسابقات روبیک کرد. او در مسابقات کوبارو ۲۰۱۱ استرالیا توانست رکورد مکعب روبیک را با یک زمان فوق سریع کاهش دهد و این زمان را به ۶:۲۴ ثانیه برساند. فیلیکس قبل از این در مسابقات ملبورن۲۰۱۰ توانسته بود در دور اول با زمان ۷٫۰۳ ثانیه رکورد مکعب روبیک را جابجا کند، در دور دوم رکورد میانگین مکعب روبیک را که در دست خودش بود با زمان ۷٫۹۱ ثانیه جابجا کرد و در دور فینال نیز دوباره با زمان استثنایی و فوق سریع ۶٫۷۷ ثانیه رکورد مکعب روبیک را به نام خود ثبت کند. در مسابقاتی بعدی نیز توانست رکورد ۵٫۶۶ ثانیه را ثبت کند و دوباره رکورد جهانی را جابجا کند.
فیلیکس در هر مسابقه (به جز دو مسابقه) که شرکت کرده توانسته رکورد جهان را حداقل در یک آیتم از آن خود کند.
این اسپید کیوبر فوق حرفه‌ای تا به امروز ۵۰ بار توانسته در آیتم‌های مختلف رکوردهای جهان را جابجا کند و تا به امروز در آیتم‌های زیر رکوردار جهان می‌باشد که یک رکورد فوق‌العاده می‌باشد:
مکعب ۲*۲ (میانگین)، مکعب ۴*۴ (میانگین و بهترین رکورد)، مکعب ۵*۵ (میانگین و بهترین رکورد)، مکعب ۶*۶ (میانگین و بهترین رکورد)، مکعب ۴*۴ با چشم بسته، مکعب ۳*۳ با یک دست (میانگین و بهترین رکورد) دوتا از اسپانسرهای این کیوبر بزرگ شرکت GAN، گن و CUBICAL، کیوبیکال می‌باشد وی را بعضی‌ها اسطوره روبیک می‌شناسند.